# Уиллинг, Ник
Ник Уиллинг (англ. Nick Willing) — английский режиссёр, сценарист и продюсер снимающий в жанре фэнтези.

## Биография
Уиллинг, сын португальской художницы Паулы Регу и английского художника Виктора Уиллинга, большую часть своего детства провел в Португалии, но в возрасте 12 лет переехал с семьей в Англию. Выпускник Национальной Школы Кино и Телевидения 1982 года, он начал режиссировать музыкальные видеоклипы для различных музыкальных коллективов: Eurythmics, Боб Гелдоф, Swing Out Sister, Дебби Гибсон, Кристи МакКолл, Ким Эпплби, Тони Бэнкс, Ник Кершоу и других.
В это время он писал и сценарии, и в 1996 году вышел фильм «С феями — шутки плохи» в его сюжетной интерпретации одноименной повести Стива Сцилаги (англ. Photographing Fairies. Фильм приобрел большой успех и выиграл несколько кинопремий.
А его «Алиса в Стране чудес» с участием Вупи Голдберг, Бена Кингсли, Робби Колтрейна, Кристофера Ллойда и других известных актёров также стала весьма успешной, завоевав в 1999 году 4 премии Эмми.

## Фильмография
- 1965—2008 — Jackanory (сериал)
- 1987 — Life Class
- 1992 — Road Trip
- 1997 — С феями — шутки плохи / Photographing Fairies
- 1999 — Алиса в стране чудес / Alice in Wonderland
- 2000 — Ясон и аргонавты / Jason and the Argonauts
- 2002 — Под гипнозом / Doctor Sleep
- 2004—2008 — Море душ (сериал) / Sea of Souls
- 2005 — Смерть на реке / The River King
- 2007 — Заколдованное королевство / Tin Man (мини-сериал)
- 2009 — Алиса / Alice (мини-сериал)
- 2011 — Неверленд / Neverland (мини-сериал)
- 2015 — Олимп / Olympus (телесериал, 1 сезон)